# Anelosimus jabaquara
Anelosimus jabaquara là một loài nhện trong họ Theridiidae.
Loài này thuộc chi Anelosimus. Anelosimus jabaquara được Herbert Walter Levi miêu tả năm 1956.